# Der Tiger schlägt zurück
Der Tiger schlägt zurück (Originaltitel: The Tiger Makes Out) ist eine US-amerikanische Filmkomödie von Regisseur Arthur Hiller aus dem Jahr 1967. Die Hauptrollen spielen Eli Wallach, Anne Jackson und Bob Dishy. Der Film wurde von der Produktionsfirma Elan Productions hergestellt.

## Zusammenfassung
Der Sonderling Ben Harris (gespielt von Eli Wallach) versucht, auf die einzige Art, die ihm möglich erscheint, an eine Frau zu kommen – durch Entführung. Als er eines Nachts seinen Plan in die Tat umsetzen will, sucht er sich eine junge attraktive Frau aus und versucht sie hinterrücks zu entführen. Die junge Frau kann sich ihm jedoch entziehen und Harris zieht versehentlich Gloria Fiske (gespielt von Anne Jackson) eine Tüte über den Kopf. Als er sein Opfer in seine Souterrainwohnung bringt und ihr die Tüte abnimmt, stellt er entgeistert fest, dass er eine Hausfrau mittleren Alters entführt hat. Da ihm keine andere Wahl bleibt, versucht er, das Beste aus der Situation zu machen. Es stellt sich allerdings heraus, dass alles nicht so läuft wie er sich das vorgestellt hat.

## Kritik
„Amüsante Verfilmung eines Einakters, getragen von zwei vorzüglichen Hauptdarstellern.“